# غاربيج
غاربيج (بالإنجليزية: Garbage)‏ هي فرقة ألترنيتف روك أمريكية تأسست في سنة 1993 في مدينة ماديسون في ولاية ويسكونسن في الولايات المتحدة، تتألف هذه الفرقة من ديوك إيريكسون وستيف ماركر وبوتش فيغ والمغنية الاسكتلندية شيرلي مانسون. أعضاء هذه الفرقة إنخرطوا ايضاً بكتابة الأغاني والإنتاج وحققوا مبيعات وصلت ل17 مليون نسخة في العالم.

## روابط خارجية
- غاربيج على موقع IMDb (الإنجليزية)
- غاربيج على موقع ميوزك برينز (الإنجليزية)
- غاربيج على موقع رولينغ ستون (الإنجليزية)
- غاربيج على موقع أول ميوزيك (الإنجليزية)
- غاربيج على موقع ديسكوغز (الإنجليزية)